# 李春林 (1948年)
李春林（1948年10月—），男，汉族，河北肥乡人，中华人民共和国政治人物，曾任云南省人民检察院检察长，云南省人大常委会副主任。